# Чемпионат СНГ по боксу
Чемпионат СНГ по боксу — соревнование боксёров стран СНГ, проведённое 7—16 февраля 1992 года во Дворце спорта «Антей» в Тамбове. В нём приняли участие 236 боксёров из 12 стран. Этот турнир был первым этапом отбора в Объединённую команду, которая представляла страны СНГ на Олимпийских играх в Барселоне.

## Медалисты
| Весовая категория                   | Золото                         | Серебро                      | Бронза                                             |
| ----------------------------------- | ------------------------------ | ---------------------------- | -------------------------------------------------- |
| Первый наилегчайший вес (до 48 кг)  | Булат Жумадилов Казахстан      | Султан Абдуразаков Казахстан | Владимир Ганченко Россия Мейты Исмаилов Казахстан  |
| Второй наилегчайший вес (до 51 кг)  | Болат Темиров Казахстан        | Бектас Абубакиров Казахстан  | Алексей Артамонов Россия Вадим Захарченко Россия   |
| Легчайший вес (до 54 кг)            | Владислав Антонов Россия       | Марадек Джусупов Казахстан   | Михаил Ананьин Россия Сергей Раскидко Украина      |
| Полулегкий вес (до 57 кг)           | Андрей Чеботарёв Россия        | Фаат Гатин Россия            | Нургали Белосаров Россия Рамаз Палиани Грузия      |
| Легкий вес (до 60 кг)               | Артур Григорян Узбекистан      | Айрат Хаматов Россия         | Сергей Галикиев Россия Паата Гвасалия Грузия       |
| Первый полусредний вес (до 63,5 кг) | Олег Николаев Россия           | Василий Кириллов Россия      | Руслан Пащин Россия Дмитрий Лазарев Украина        |
| Второй полусредний вес (до 67 кг)   | Роберт Имамов Россия           | Сергей Городничёв Украина    | Владимир Ерещенко Россия Геннадий Хлобыстин Россия |
| Первый средний вес (до 71 кг)       | Сергей Самойлов Россия         | Аркадий Топаев Казахстан     | Сергей Бирюков Россия Александр Павелец Украина    |
| Второй средний вес (до 75 кг)       | Камиль Хабибрахманов Казахстан | Игорь Бунин Узбекистан       | Сергей Бакал Молдова Самат Мусатаев Казахстан      |
| Полутяжелый вес (до 81 кг)          | Ростислав Зауличный Украина    | Сергей Клоков Россия         | Эдуард Кесян Россия Алексей Ильин Россия           |
| Тяжелый вес (до 91 кг)              | Евгений Судаков Россия         | Виктор Акшонов Украина       | Алексей Чудинов Россия Игорь Андреев Россия        |
| Супертяжелый вес (свыше 91 кг)      | Михаил Юрченко Казахстан       | Николай Кульпин Казахстан    | Андрей Аулов Россия Анатолий Жалковский Россия     |

## Командный зачёт
| Место | Страна     | Золото | Серебро | Бронза | Всего |
| ----- | ---------- | ------ | ------- | ------ | ----- |
| 1.    | Россия     | 6      | 4       | 16     | 26    |
| 2.    | Казахстан  | 4      | 5       | 2      | 11    |
| 3.    | Украина    | 1      | 2       | 3      | 6     |
| 4.    | Узбекистан | 1      | 1       | 0      | 2     |
| 5.    | Грузия     | 0      | 0       | 2      | 2     |
| 6.    | Молдова    | 0      | 0       | 1      | 1     |
| Всего | 12 стран   | 12     | 12      | 24     | 48    |